# 渡辺由佳
渡辺 由佳（わたなべ ゆか、1964年4月10日 ‐ ）は、フリーアナウンサー。

## 経歴
- 慶應義塾大学法学部政治学科卒業。
- 1987年にテレビ朝日に入社。同期に大熊英司。
- 1993年にNHK記者と結婚して、退社。その後にフリー。

そのほかにテレビ朝日アスクや公演などで活躍。シェリロゼの講師も担当している。

## 担当番組
| 期間                   | 期間                   | 番組名                               | 役職               |
| ---------------------- | ---------------------- | ------------------------------------ | ------------------ |
| 新人時代（研修修了後） | 新人時代（研修修了後） | こんにちは2時                        | レポーター         |
| 1988年4月              | 1989年9月              | ANNニュースライナー                  | 週末担当キャスター |
| 1991年4月              | 1993年3月              | ステーションEYE                      | レポーター         |
| 1993年4月              | 1994年3月              | ザ・ニュースキャスター（テレビ朝日） | レポーター         |

## 著書
- 『スラスラ話せる敬語入門』かんき出版、2006年、ISBN 978-4761263904
- 『サクサク書けるビジネスメール入門』かんき出版、2007年、ISBN 978-4761264697